# Železniško postajališče Boštanj
Železniško postajališče Boštanj je eno izmed železniških postajališč v Sloveniji, ki oskrbuje bližnji naselji Boštanj in Dolenji Boštanj, kjer se pravzaprav nahaja.